# Express A3
Express A3, auch bezeichnet als Express 3A, ist ein Fernsehsatellit der Russian Satellite Communications Company (RSCC) mit Sitz in Moskau.
Nach dem Start im Juni 2000 ging der Satellit Mitte August in Betrieb. Er war auf 11° West positioniert, bis Oktober 2008 geostationär, danach im inklinierten Orbit. Nach der Inbetriebnahme von Express AM44 am 15. Juni 2009 wurde Express A3 abgeschaltet und einige Wochen später in den Friedhofsorbit verschoben.

## Empfang
Die Übertragung erfolgte im C- und Ku-Band. Der Satellit konnte in Europa, Afrika, Asien, Südamerika, im Nahen Osten sowie dem größten Teil Russlands empfangen werden. Zeitweise hatte die Firma Eutelsat auf Express A3 die Ku-Band-Kapazitäten gemietet.